# 马塞洛·拉腊
马塞洛·拉腊（西班牙語：Marcelo Lara，1947年10月5日—），生于墨西哥城，墨西哥男子网球运动员。他曾代表墨西哥参加1967年泛美运动会网球比赛，获得一枚银牌。他也曾获法国网球公开赛混合双打亚军。